# Дольне Зелениці
Дольне́ Зеленице (словац. Dolné Zelenice) — село в окрузі Глоговец Трнавського краю Словаччини. Площа села 2,72 км². Станом на 31 грудня 2015 року в селі проживало 600 жителів.

## Історія
Перші згадки про село датуються 1244 роком.

## Населення
| Рік:            | 1994. | 2004.   | 2014.    | 2024.   |
| --------------- | ----- | ------- | -------- | ------- |
| Кількість осіб: | 529   | 534     | 593      | 611     |
| Різниця:        |       | +0,94 % | +11,04 % | +3,03 % |

| Рік:            | 2023. | 2024.   |
| --------------- | ----- | ------- |
| Кількість осіб: | 605   | 611     |
| Різниця:        |       | +0,99 % |